# Château de Vauventriers
Le château de Vauventriers est situé sur la commune de Champhol, dans le département français d'Eure-et-Loir, en région Centre-Val de Loire.

## Historique
Le manoir primitif est acquis en 1589 par Guillaume Baigneault, secrétaire du roi et conseiller des finances, qui fait construire, entre 1598 et 1609, l'actuel château.
Le château fait l’objet d’inscriptions au titre des monuments historiques depuis les 29 septembre 1969 et 9 janvier 2006 : les éléments protégés sont la chapelle, le portail, le vivier, le colombier, l'élévation et le décor intérieur.
Le domaine est acquis par Jacques Grandet de La Villette en 1747 et est transmis par les femmes successivement aux familles du Buisson de Courson, Lafont et enfin de Maupeou d'Ableiges. Emmanuel de Maupeou en est aujourd'hui le propriétaire.
La ferme du château développe la culture expérimentale du miscanthus géant, qui alimente depuis 2016 une chaudière à biomasse de 300 kW et son réseau de chaleur.